# Lycaena cyane
Lycaena cyane är en fjärilsart som beskrevs av Eduard Friedrich Eversmann 1837. Lycaena cyane ingår i släktet Lycaena och familjen juvelvingar. Inga underarter finns listade i Catalogue of Life.